# Пилтсамаа (замок)
Пильтсамаа (ест. Põltsamaa ordulinnus, нім. Schloss Oberpahlen). Орденський замок Пильтсамаа було засновано в 1272 р. на стратегічному місці переходу через річку, де перетинаись важливі шляхи Таллінн-Тарту та Вільянді-Лайюзе-Нарва. Як фортеця, що перегороджувала дорогу, спочатку було споруджено кастель зі стометровими сторонами. В рів, що оточував кастель, було спрямовано води ріки Пильтсамаа. В XIV ст. біля кута кастелі, зверненого до річки, було збудовано головну фортецю типу конвента з внутрішнім двором; було споруджено стіни та прибудовано кутові башти. В XVI ст. на південно-східній стороні звели збройову башту.
Під час Лівонської війни місто Пильтсамаа стало столицею васальної держави Росії — Лівонського королівства; півтора століття воно було резиденцією брата данського короля герцога Магнуса. В той час фортеця фактично не постраждала, але вона була зруйнована під час шведсько-польської війни в 20-ті роки XVII ст. Шведський король Густаф ІІ Адольф в 1623 р. подарував руїни разом з околицями Германну фон Врангелю, і фортеця почала розвиватися як миза.
Германн фон Врангель перебудував руїни фортеці на палац в стилі ренесансу і відкрив у колишній збройовій башті церкву. Споруджене за тих часів було знов-таки зруйноване в битвах Північної війни 1703 та 1707 рр. Руїни було відновлено лише в 50-ті роки XVIII ст., коли власником замку (мизи) Пильтсамаа став Іоганн Вольдемар фон Лаув. Він відновив передусім ренессансьний палац, прикрасивши його приміщення пишним декором в стилі рококо, а потім церкву та підручні будівлі замку.
В 1791 р. замок придбала російська імператриця Катерина ІІ — вона заслала дл нього свого позазаконного сина Алексія Бобринського. Але у Бобринського були і інші інтереси — він заснував у башті замку обсерваторію, у нього також була багата бібліотека. В результаті одруження замок перейшов родові князів Гагаріних, у володінні яких він перебував до експропріації 1919 р.
Увесь комплекс замку Пильсамаа знов згорів під час другої світової війни в 1941 р. Церкву відновили в 1947-52 рр. (башту в 1969 р.), а деякі підручні приміщення — в 1970-1980-ті роки, коли подвір'я замку стало місцем проведення різних заходів. Головна фортеця досі лежить у руїнах, її почали приводити до ладу в 2001 р.